# 平克利 (密蘇里州)
平克利（英語：Pinkley）是位於美國密蘇里州雷諾茲縣的鬼鎮。

## 歷史
平克利的郵局於1920年設立，其後於1926年停運。

## 地理
平克利所處的海拔為高於海平面220米（即722英呎），而該地所採用的時區為UTC-6，即北美中部時區（CST）。同時該地設有夏令時間，為UTC-6調快一小時，即UTC-5（CDT）。